# Gorgol
Gorgol ou Gurgul (Árabe: كوركول) é uma região da Mauritânia. Sua capital é a cidade de Caedi.
Outras cidades importantes da região: Mbout e Maghama.
O rio Senegal corre ao longo da fronteira de Gorgol com o Senegal.

## Limites
Gorgol faz divisa com as regiões de Brakna e Assaba ao norte, com a região de Guidimaka a sudeste e com o Senegal a sudoeste.

## Departamentos

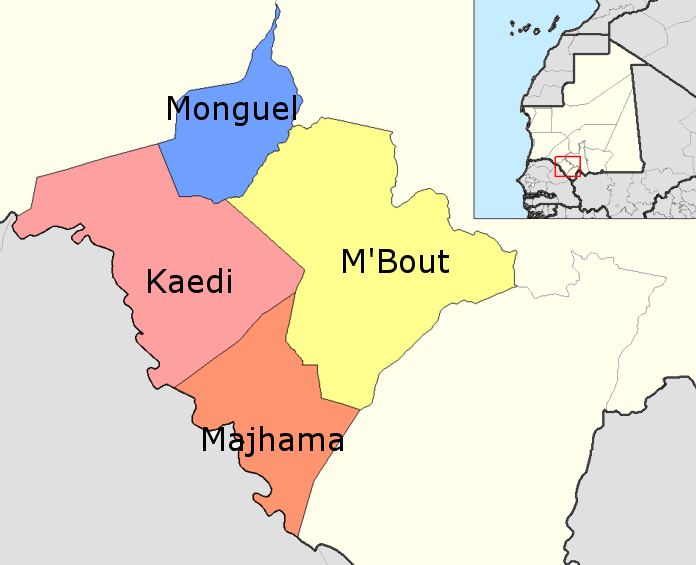
Departments of Gorgol.

Gorgol está dividida em 4 departamentos:
- Kaédi
- Mbout
- Maghama
- Monguel

## Demografia
| 2000   | 2011   |
| 242711 | 310656 |